# Pilosella pintodasilvae
Pilosella pintodasilvae là một loài thực vật có hoa trong họ Cúc. Loài này được (de Retz) Mateo miêu tả khoa học đầu tiên năm 1990.